# Northwind (álbum)
Nortwind es el quinto álbum de la banda Falconer, el primero después del regreso del cantante Mathias Blad desde Chapters From a Vale Forlorn. Fue un cambio radical frente a su antecesor Grime vs. Grandeur, retomando sus raíces con un estilo Folk Metal.

## Temas
1. Northwind
2. Waltz with the Dead
3. Spirit of the Hawk
4. Legend and the Lore
5. Catch the Shadows
6. Tower of the Queen
7. Long Gone By
8. Perjury and Sanctity
9. Fairyland Fanfare
10. Himmel så trind
11. Blinded
12. Delusion
13. Home of the Knave
14. Black Tarn (instrumental)

## Intérpretes
- Mathias Blad
- Stefan Weinerhall
- Jimmy Hedlund
- Magnus Linhardt
- Karsten Larsson